# Sucos (tribo)
Sucos (em grego clássico: Σοῦκοι ou Σύκοι; romaniz.: S(o)ukoi; em latim: suci) foram uma tribo dácia localizada no que hoje é Oltênia. Sua principal fortaleza era Sucidava, no que hoje é Corabia, na margem norte do Danúbio.